# 자오팅양
자오팅양(중국어: 赵汀阳, 1961년 - )은 중화인민공화국의 학자다.

## 생애
1961년 중국 광둥성 산터우시에서 태어났다. 1978년 중국인민대학 철학과를 졸업했으며 중국 사회과학원 철학연구소 박사 학위를 취득했다(지도교수 리쩌허우). 이후 베이징 대학, 칭화 대학, 저쟝 대학, 허난 대학 등에서 강의했다.
중학교 시절부터 그림을 즐겨 그려, 현재에도 철학적인 삽화를 그려나가고 있다.

## 저서
- 《불량세계 연구坏世界研究：作为第一哲学的政治哲学》 (중국인민대학출판사, 2009년)
- 《모두의 정치每个人的政治》(2010년)
- 《천하체계天下体系：世界制度哲学导论》 (중국인민대학출판사, 2011)